# Trois pièces pour orchestre
Pour les articles homonymes, voir Trois pièces.

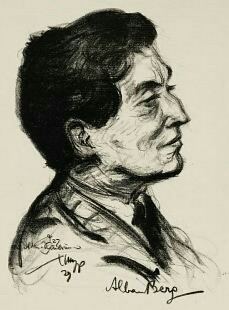
Alban Berg

Les Trois Pièces pour orchestre opus 6 est un cycle de trois mouvements symphoniques d'Alban Berg. Composées en 1913-1914 et dédiées à Arnold Schoenberg, les deux premiers mouvements sont créés en 1923 à Berlin sous la direction d'Anton Webern, l'œuvre complète est créée en 1930 sous la direction de J. Schüler à l'occasion de laquelle le compositeur apporta quelques retouches au finale la Marsch. 

## Structure
1. Präludium, prélude : Ample crescendo et decrescendo avec l'entrée des cors en sourdine et des cordes, puis du basson, de la trompette suivi du trombone après les quatre premières mesures des percussions.
2. Reigen, ronde : Introduction pour une valse lente alla breve. Le développement est une variation de la valse. Retour de l'introduction en canon entre bois et premiers violons.
3. Marsch : Monumentale page orchestrale en forme de chaos organisé où les thèmes se superposent, les motifs s'enchevêtrent dans un schéma formel proche de la forme sonate. Le développement allegro energico installe un climat de tumulte expressionniste quasi hallucinatoire où les thèmes Symphonie nº 6 de Malher et de Wozzeck sont cités. La coda ralentit le mouvement sur une fanfare de cuivres qui précède un sec tutti final.

## Instrumentation
quatre flûtes (et aussi quatre piccolos), quatre hautbois (le 4e jouant du cor anglais), quatre clarinettes (en la ; le 3e jouant de la petite mi ♭), une clarinette basse, trois bassons, un contrebasson, six cors (en fa), quatre trompettes (en fa), quatre trombones (trois ténors, un basse), un tuba contrebasse, percussions, deux timbales, deux harpes, un célesta, un glockenspiel, un xylophone, triangle, marteau, cordes.

## Source
François-René Tranchefort, Guide de la musique symphonique éd. Fayard 1986 pp.80-81